# 8002 Tonyevans
8002 Tonyevans eller 1986 XF5 är en asteroid i huvudbältet som upptäcktes den 4 december 1986 av den tjeckiske astronomen Antonín Mrkos vid Kleť-observatoriet i Tjeckien. Den är uppkallad efter den brittiske amatörastronomen Anthony Evans.